# Toys (film)
Toys is een Amerikaanse filmkomedie uit 1992 onder regie van Barry Levinson. De film werd genomineerd voor twee Oscars, maar ook voor een Gouden Framboos.

## Verhaal
Leslie's vader Kenneth Zevo heeft een speelgoedfabriek (Zevo Toys). Wanneer Kenneth stervende is, wil hij voor zijn dood dat zijn broer Leland (een oud-militair) het familiebedrijf overneemt omdat Kenneth zijn zoon Leslie en dochter Alsatia nog onvolwassen vindt voor het ondernemerschap. Als Leslie erachter komt dat zijn oom Leland plannen heeft om speelgoedwapens te maken, raakt Leslie in een strijd verwikkeld met zijn oom.

## Rolverdeling
| Acteur              | Personage                      |
| ------------------- | ------------------------------ |
| Robin Williams      | Leslie Zevo                    |
| Michael Gambon      | Luitenant-generaal Leland Zevo |
| Joan Cusack         | Alsatia Zevo                   |
| Robin Wright        | Gwen Tyler                     |
| LL Cool J           | Kapitein Patrick Zevo          |
| Donald O'Connor     | Kenneth Zevo                   |
| Arthur Malet        | Owen Owens                     |
| Jack Warden         | Generaal Zevo                  |
| Debi Mazar          | Zuster Debbie                  |
| Wendy Melvoin       | Soliste                        |
| Julio Oscar Mechoso | Cortez                         |
| Jamie Foxx          | Baker                          |
| Shelly Desai        | Shimera                        |
| Blake Clark         | Hagenstern                     |
| Art Metrano         | Bewaker                        |